# Стилизованные факты Калдора
Стилизованные факты Калдора — эмпирические закономерности экономического роста, предложенные Николасом Калдором в своей статье 1957 года.

## История создания
В декабре 1957 года вышла статья Николаса Калдора «Модель экономического роста», в которой впервые были представлены статистические наблюдения экономического роста. В 1961 году Н. Калдор в статье «Накопление капитала и экономический рост» уже называет их стилизованными фактами.

## Закономерности Калдора
Калдор сформулировал следующие факты:
1. Выпуск на душу населения со временем возрастает, а темп его роста не уменьшается.
2. Физический капитал на одного работника (капиталовооружённость) растёт со временем.
3. Норма доходности капитала почти постоянна.
4. Отношение физического капитала к выпуску примерно постоянно.
5. Доли труда и физического капитала в национальном доходе почти постоянны.
6. Темпы роста выпуска на работника отличаются в различных странах.

## Современное тестирование фактов
Третий факт вытекает из данных, проанализированных по странам Великобритании, США, Южной Кореи и  Сингапура, где процентная ставка не имеет долгосрочного тренда согласно работам Р. Барро и Янга.
Четвёртый факт подтверждается работами Э. Денисона, Д. Йоргенсона, Голлоп, Фраумени и Янга, которые собрали данные по Гонконгу, Сингапуру, Южной Корее, Тайваню, где доли производственных факторов близки к значениям между странами близки друг к другу.
Пятый факт согласуется в анализе А. Мэддисона, проведенном по ВВП Японии, Германии, Италии, Великобритании и США.
Шестой факт согласуется с работой Х. Сала-и-Мартина «Распределение мирового дохода 1970—2000» по ряду регионов: Восточной и Южной Азии, Латинской и Северной Америке, Африке и Ближнему Востоку.